# NDR Traffic
NDR Traffic (auch NDR Traffic Channel) war bis zum 5. Juli 2016 ein Hörfunk-Sonderkanal des Norddeutschen Rundfunks (NDR). Gesendet wurden ausschließlich Verkehrsmeldungen aus dem Sendegebiet des NDR, die von einer Sprachausgabe vorgelesen wurden.
Verbreitet wurde das Programm bis zum 1. Juni 2011 über DAB. Vom 5. Januar 2012 an sendete der Sender via DAB+.
Am 5. Juli 2016 wurde das Angebot um Punkt Mitternacht über DAB+ und per Livestream zugunsten des neuen Programms „NDR Plus – Das norddeutsche Schlagerradio“, ein Programm mit Schlagern und deutschsprachigen Produktionen eingestellt. NDR Plus hat dabei sämtliche Frequenzen und Programmplätze von NDR Traffic übernommen. Am 1. November 2021 wurde NDR Plus in NDR Schlager umbenannt.